# Oksana Syroyid
Oksana Ivanivna Syroyid (Oekraïens: Оксана Іванівна Сироїд) (Horodyschtsche (Oblast Lviv), 2 mei 1976) is een Oekraïense politica en jurist. In 2014 werd ze de eerste vrouwelijke plaatsvervangende voorzitter van de Verchovna Rada.

## Biografie
Oksana Syroyid werd op 2 mei 1976 in het district Sokal Raion in de Oblast Lviv geboren. In 1993 ging ze studeren aan de Nationale Universiteit Kiev-Mohyla Academie waar ze in 1997 haar bachelor Politicologie haalde. Een jaar later ging ze studeren aan de Nationale Taras Sjevtsjenko-universiteit van Kiev waar ze in 2000 haar master in de rechten behaalde. Twee jaar later verhuisde ze naar Canada en studeerde ze aan de University of Ottawa waar ze eveneens een master rechtsgeleerdheid behaalde. In de tussentijd werkte ze voor de Oekraïense rechtsgeleerde Mykhailo Horyn en voor de voormalig politicus Ihor Yukhnovskiy. Deze laatste groeide uit tot haar persoonlijke mentor.
Syroyid werd politiek actief na de Euromaidan-protesten (2013- 2014) en werd lid van de politieke partij Zelfhulp (Samopomich). Met deze partij nam ze in 2014 deel aan de parlementaire verkiezingen en op 4 december 2014 werd ze verkozen tot de eerste vrouwelijke plaatsvervangende voorzitter van het parlement. In 2018 sprak ze zich uit voor een breed sanctiepakket tegen Rusland, waaronder het opzeggen van verdragen die door de Russische federatie waren geschonden. Bij de parlementsverkiezingen van 2019 was Syroyid weer verkiesbaar, maar de partij wist maar een zetel te halen waardoor ze niet verkozen werd.
Sinds 2019 is Syroyid de voorzitter van Zelfhulp.